# Ricordo d'estate
Ricordo d'estate è il primo album del cantante siciliano Gianni Celeste, cantato in lingua napoletana, pubblicato nel 1985.

## Tracce
1. Daniela – 2:57
2. Ricordo d'estate – 3:33
3. Tu – 3:16
4. Attaccato a te – 4:38
5. Poesia – 3:38
6. Luntana a te – 3:11
7. Sempe cchiù 'nnammurate – 4:04
8. Si turnata – 3:06
9. Nun ce lassammo cchiù – 3:53
10. 'N'ata vacanza – 4:00